# 아데닌 뉴클레오타이드 트랜스로케이터
아데닌 뉴클레오타이드 트랜스로케이터(영어: adenine nucleotide translocator, ANT)는 미토콘드리아 내막을 통해 유리 ATP와 유리 ADP를 교환한다. ADP/ATP 자리옮김효소(영어: ADP/ATP translocase, ANT), ADP/ATP 운반체 단백질(영어: ADP/ATP carrier protein, AAC), 미토콘드리아 ADP/ATP 운반체(영어: mitochondrial ADP/ATP carrier)라고도 한다. 아데닌 뉴클레오타이드 트랜스로케이터는 미토콘드리아 내막에 가장 풍부한 단백질이며, 미토콘드리아 운반체 계열에 속한다.
유리 ADP는 세포질에서 미토콘드리아 기질로 운반되는 반면, 산화적 인산화로 생성된 ATP는 미토콘드리아 기질에서 세포질로 운반되어 세포에 주요 에너지 화폐 역할을 하는 ATP를 공급한다. ADP/ATP 자리옮김효소는 진핵생물에만 존재하며 진핵생물 발생 과정에서 진화한 것으로 생각된다. 사람의 세포는 사람의 세포는 SLC25A4, SLC25A5, SLC25A6, SLC25A31의 4가지 ADP/ATP 자리옮김효소를 발현하며, 이는 미토콘드리아 내막에 있는 단배질의 10% 이상을 차지한다. 이들 단백질은 미토콘드리아 운반체 슈퍼패밀리로 분류된다.

## 같이 보기
- ADP
- ATP
- 자리옮김효소
- 미토콘드리아
- 세포 호흡
- 산화적 인산화